# 稲川会
稲川会（いながわかい）は、東京都港区六本木に総本部を置く博徒系指定暴力団である。
六代目山口組、住吉会および神戸山口組とともに公安委員会から主要暴力団として位置づけられている。

## 概要
稲川聖城が一代で築き上げた組織。
戦後の1949年に静岡県熱海市咲見町にて結成された稲川組が原点で、その後、幾度と名称変更を経て、1972年に現在の稲川会に落ち着いた。
他団体関係は、関東圏の他組織との友好関係を築く中、関西系の山口組とも昭和期から深い関わりを持つ。2015年8月に結成された神戸山口組を認めておらず、六代目山口組との関係を重視する方針を取っている。

## 来歴

### 結成・混乱期
1949年（昭和24年）4月、博徒・綱島一家（五代目総長・鶴岡政次郎）の代貸だった稲川角二（のちの稲川聖城）が、静岡県熱海市の老舗博徒・山崎家一家（四代目総長・石井秀次郎）の縄張りを引き継ぎ、同市咲見町で稲川組を結成。事務所の看板は「稲川興業」とした。
1959年（昭和34年）、稲川興業の看板を掲げて東京に進出。このとき稲川組を主体とし、東海道の鶴岡政治郎系の一家を纏めて鶴政会を結成する。組織名は鶴岡政次郎の名に因んだものである。
1963年（昭和38年）、さらに稲川組を中核として政治結社・錦政会が結成される。
1965年（昭和40年）、警察による第一次頂上作戦で稲川聖城らが逮捕され、錦政会を解散する。一方で、稲川組は稲川一家に改称された。
1972年（昭和47年）、稲川一家理事長・石井隆匡と三代目山口組若頭・山本健一が五分の兄弟盃を交わしたことで、山口組と親戚関係になる。同時に稲川一家の組織名を現行の稲川会に改称し、本部を東京都港区六本木に設置した。
1985年（昭和60年）10月、稲川会は代替わりし、理事長・石井隆匡が二代目会長となり、前会長の稲川聖城が総裁に就任。なおこれ以降、稲川聖城は2007年まで終身で総裁を務めた。

### 平成期以降・指定暴力団へ
1990年（平成2年）5月、稲川聖城の実子にあたる稲川裕紘が稲川会三代目会長に就任した。
1992年（平成4年）、山口組・住吉会ほか数団体と共に暴力団対策法に基づく指定暴力団に指定される。
1996年（平成8年）、稲川裕紘が五代目山口組組長・渡辺芳則と五分の兄弟盃を交わす。
2005年（平成17年）5月29日、稲川裕紘が病死。京葉七熊一家の角田吉男と、稲川一家の稲川英希との間で跡目を巡った争いが起きるが、稲川聖城の裁定により沈静化。
2006年（平成18年）に、角田吉男が四代目を継承した。
10月には稲川会・二代目山川一家若頭・内堀和也が、六代目山口組・二代目弘道会若頭・竹内照明と五分の兄弟盃を交わした。後見人には、六代目山口組若頭・二代目弘道会会長の髙山清司と稲川会理事長・山川一家総長の清田次郎であり、取持人は双愛会本部長・塩島正則、媒酌人は稲川会の水野四郎であった。
2007年（平成19年）12月22日、総裁・稲川聖城が東京都内の病院で肺炎により死去する。
2010年（平成22年）2月23日、角田吉男が東京都内の病院で死去。死因は膵臓癌であった。

### 五・六代目体制
2010年（平成22年）4月、理事長・清田次郎が五代目会長に就任した。
2011年（平成23年）3月、傘下組織の内紛で一部の直参が稲川会を脱退し、山梨侠友會を結成、抗争状態に突入した。
2013年（平成25年）1月23日、アメリカ合衆国財務省は稲川会及びに、会長の清田次郎と理事長の内堀和也を金融制裁の対象に指定した。
2016年（平成28年）2月に、山梨侠友會が、二代目佐野組として稲川会に復帰した。
2019年（平成31年）4月、稲川会は代替わりし、六代目会長には三代目山川一家総長の内堀和也が就任した。前会長の清田次郎は総裁に就任した。

## 歴代会長
- 初　代 - 稲川聖城
- 二代目 - 石井隆匡（五代目横須賀一家総長）
- 三代目 - 稲川裕紘（二代目稲川一家総長）
- 四代目 - 角田吉男（五代目京葉七熊一家総長）
- 五代目 - 清田次郎（二代目山川一家総長）
- 六代目 - 内堀和也（三代目山川一家総長）

## 六代目稲川会組織図

### 代表
| 役職 | 氏名     | 出身二次団体   | 在任期間         |
| ---- | -------- | -------------- | ---------------- |
| 総裁 | 空席     |                |                  |
| 会長 | 内堀和也 | 三代目山川一家 | 2019年4月 - 現在 |

### 最高幹部
| 役職           | 氏名     | 二次団体           | 本部         |
| -------------- | -------- | ------------------ | ------------ |
| 理事長         | 貞方留義 | 三代目埋地一家     | 横浜市中区   |
| 総本部本部長   | 池田龍治 | 十二代目小金井一家 | 横浜市都筑区 |
| 副本部長       | 鈴木郁夫 | 七代目田中一家     | 群馬県太田市 |
| 組織委員長     | 小林 稔  | 四代目山川一家     | 川崎市川崎区 |
| 渉外委員長     | 熊谷正敏 | 十一代目碑文谷一家 | 東京都品川区 |
| 運営委員長     | 近藤新一 | 七代目七熊一家     | 千葉県船橋市 |
| 諮問委員長     | 中島順成 | 二代目中島一家     | 岐阜県岐阜市 |
| 総本部事務局長 | 齋藤孝一 | 七代目三本杉一家   | 東京都渋谷区 |

### 顧問・相談役
| 役職       | 氏名     | 二次団体       | 本部         |
| ---------- | -------- | -------------- | ------------ |
| 最高顧問   | 小原忠悦 | -              | -            |
| 最高顧問   | 吉原勝彦 | -              | -            |
| 最高顧問   | 遠藤通夫 | -              | -            |
| 最高顧問   | 井積宏之 | -              | -            |
| 最高顧問   | 木川孝始 | -              | -            |
| 常任相談役 | 鈴木政行 | 二代目杉浦一家 | 横浜市中区   |
| 常任相談役 | 坂井繁生 | 四代目森田一家 | 静岡市駿河区 |

### 理事長補佐
他組織における「若頭補佐」に相当する執行部職である。
| 氏名     | 二次団体         | 本部           |
| -------- | ---------------- | -------------- |
| 沖 勝彦  | 二代目山瀬一家   | 横浜市鶴見区   |
| 馬場知己 | 七代目佃政一家   | 東京都中央区   |
| 佐野照明 | 佐野組           | 山梨県甲府市   |
| 小林勝彦 | 裕統一家         | 青森県青森市   |
| 井上司朗 | 六代目親之助一家 | 山梨県大月市   |
| 及川雅憲 | 二代目高橋組     | 北海道札幌市   |
| 小沼武夫 | 小沼組           | 茨城県水戸市   |
| 今井誠勝 | 五代目八王子一家 | 東京都八王子市 |
| 工藤 巧  | 九代目八木田一家 | 埼玉県深谷市   |
| 新井幸於 | 八代目一之瀬一家 | 横浜市西区     |

## 稲川会館
神奈川県横浜市都筑区にある、重要な盃事や、親睦団体同士での催事といった行事の会場のほか、他団体との交流の場としても使用される会館である。
稲川会四代目・角田吉男の一声で設立されることとなり、2007年5月に完成した。
なお、当会館は稲川会傘下小金井一家本部（旧・池田組本部事務所）の敷地内に所在する。

## 政界との関係
- タレントで、自由民主党副幹事長などを歴任した浜田幸一は、稲川会の傘下組織に所属していたことを告白している。
- 系列右翼団体に大行社を持ち、大行社は2000年の第42回衆議院議員総選挙で、東京1区で丸川仁を単騎擁立し、対立候補の与謝野馨を激しく口撃。与謝野は落選したが、自らも供託金没収点に届かず最下位落選。また、同時期に対立候補事務所に対する、大行社による度重なる暴力行為が発覚した。
- 東京佐川急便事件の公判過程で自由民主党と暴力団の関係が浮上。自由民主党の総裁選に絡み右翼団体日本皇民党や、自民党の安倍派と中曽根派から攻撃を受けていた事件（皇民党事件）で、竹下政権が東京佐川急便社長の渡辺広康を介し稲川会長の石井隆匡に仲介を依頼、事件の解決を図った。
- 第87代内閣総理大臣小泉純一郎の選挙対策本部長であった竹内清（元神奈川県議会議長）は稲川会横須賀一家の系列組員であり、石井隆匡と非常に親しく、上下関係の厳しいヤクザの世界にあって石井の葬儀では最初に焼香するなど、肩書きこそ堅気ではあるが非常に密接な関係であった。また、息子の小泉進次郎と共に写っている写真が掲載されるなど、小泉父子の選挙区であり、横須賀一家の本拠地でもある神奈川県横須賀市では、両者の結びつきはきわめて強い[12]。

## 法規命令
- 2013年1月23日、米財務省は、Inagawa-kaiを国外の著しい犯罪組織とその支持者であるとして、国際緊急経済権限法・大統領令13581号に基づき、米国司法権の及ぶ範囲の資産凍結、米国民との取引禁止させる制裁対象とした。
- 2014年12月26日、米司法省は稲川会が人身売買や銃器密輸等の重大な組織犯罪へ関与しているとしてFBIに国外捜査を命じた[PR 1]。

#### 一次資料
1. ↑  Treasury Targets Leading Figures of Transnational Criminal Organizations アメリカ合衆国財務省